# Семенов Максим Петрович
Максим Петрович Семенов (рос. Максим Петрович Семёнов; 9 лютого 1984, м. Усть-Каменогорськ, СРСР) — казахський хокеїст, захисник. Виступає за «Атлант» (Митищі) у Континентальній хокейній лізі. 
Виступав за «Лада» (Тольятті), «Атлант» (Митищі). 
У складі національної збірної Казахстану учасник чемпіонатів світу 2010 і 2011 (дивізіон I). У складі юніорської збірної Казахстану учасник чемпіонату світу 2001 (дивізіон I).
Досягнення
- Срібний призер чемпіонату Росії (2005, 2011), бронзовий призер (2003, 2004)
- Переможець зимових Азійських ігор (2011).